# Ebelingia hubeiensis
Ebelingia hubeiensis är en spindelart som först beskrevs av Song och Zhao 1994.  Ebelingia hubeiensis ingår i släktet Ebelingia och familjen krabbspindlar. Inga underarter finns listade i Catalogue of Life.